# Palladium (Schiff, 1977)
Das Passagierschiff Palladium wurde 1977 bei der Schiffswerft ÖSWAG in Linz, Österreich gebaut und fährt in Charter für die Köln-Düsseldorfer.

## Geschichte
Das Schiff wurde nach dem Bau in elf Teile zerlegt und mit Lastkraftwagen zum Zugersee, Schweiz gebracht. Dort wurde es wieder zusammengebaut und verkehrte bis 2003 unter dem Namen Zug auf dem See. Danach wurde das Schiff von einem Schiffsmakler gekauft, die Aufbauten wurden entfernt und der Rumpf wurde mit einem LKW nach Basel transportiert. Anschließend wurde der Rumpf mit einem Schiff nach Zaandam, Niederlande gebracht. Nach dem Verkauf an den heutigen Eigner, die Aqua-River-Line in Bemmel, ging es per Schiff zur Werft Van Gemert in Nijmegen. Dort wurde im Jahr 2006 auf dem Rumpf wieder ein neues Schiff aufgebaut. Dabei wurden die Antriebsmotoren, die Heizung, die Generatoren erneuert und ein Bugstrahlruder eingebaut. Als einziges Schiff der Köln-Düsseldorfer ist die Palladium auf dem Main stationiert und führt von Frankfurt am Main seine Fahrten durch.

## Ausstattung
Die Palladium ist ein Zweideckschiff. Im Hauptdeck befindet sich der klimatisierte Salon mit maximal 183 Sitzplätzen und Multimediaeinrichtungen. Ebenso sind dort eine behindertengerechte Toilette und eine Bar eingebaut. Das Hauptdeck ist gut mit einem Rollstuhl zu erreichen. Das Oberdeck bietet für bis zu 150 Personen Platz. Zugelassen ist das Schiff für höchstens 200 Fahrgäste.

## Weblinks

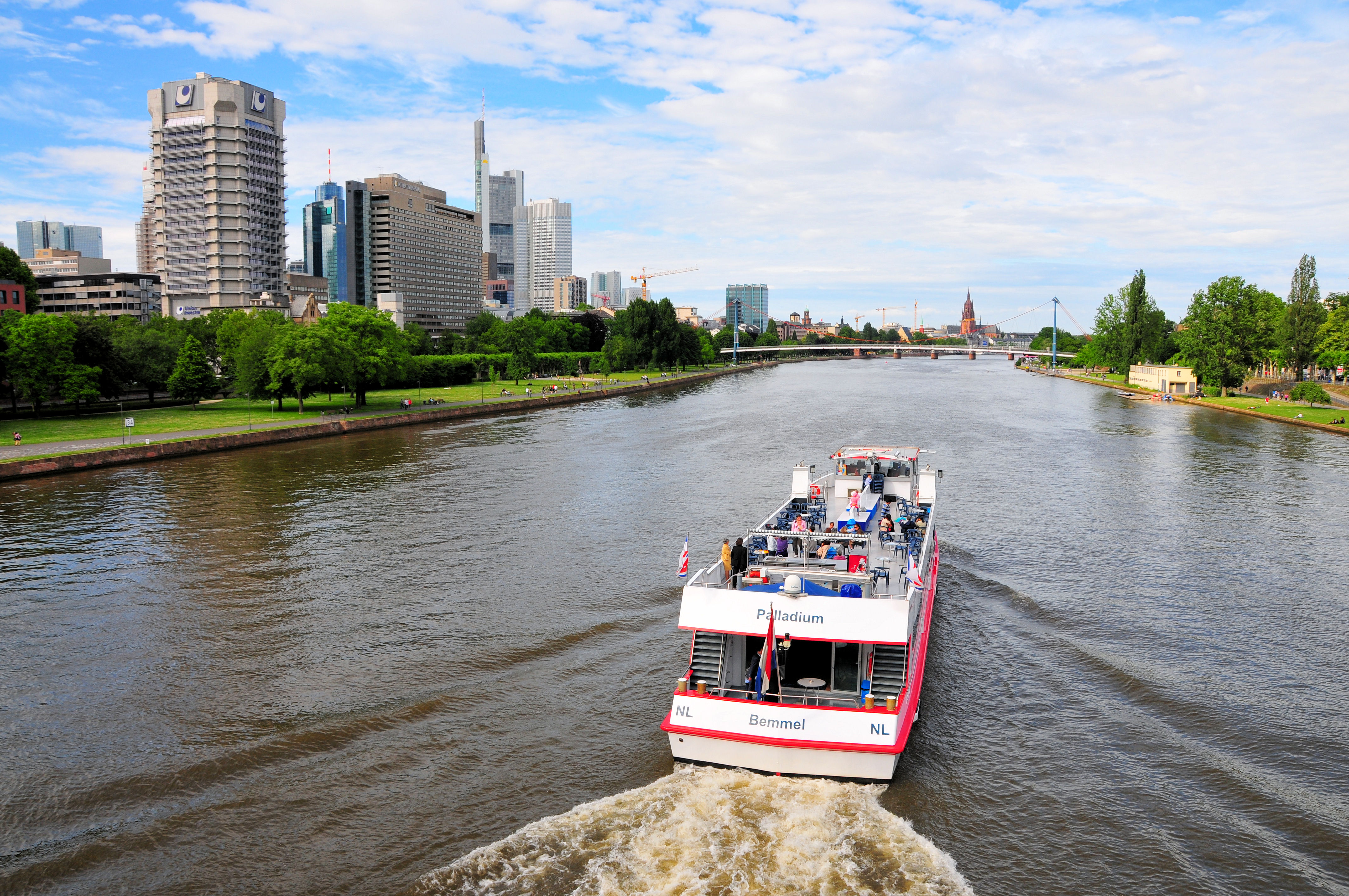
In voller Fahrt auf dem Main